# Reactor de sal fosa

Exemple d'esquema d'un reactor de sal fosa

Un reactor de sal fosa (MSR) és una classe de reactors de fissió nuclear en què el refrigerant del reactor nuclear primari i/o el combustible és una barreja de sal fosa amb un material fisionable.
Dos MSR de recerca van operar als Estats Units a mitjans del segle xx. L'Experiment del reactor d'aeronaus de la dècada de 1950 (ARE) va ser motivat principalment per la mida compacta de la tecnologia, mentre que l'experiment del reactor de sal fosa (MSRE) dels anys 60 tenia com a objectiu demostrar una central nuclear utilitzant un cicle de combustible de tori en un reactor reproductor.
L'augment de la investigació sobre dissenys de reactors de quarta generació va renovar l'interès al segle XXI amb múltiples nacions que van iniciar projectes. Al maig de 2023, la Xina no havia anunciat l'encesa de la seva unitat de tori TMSR-LF1 després de la data prevista de febrer de 2023.
Els MSR eliminen l'escenari de fusió nuclear present als reactors refrigerats per aigua perquè la barreja de combustible es manté en estat fos. La mescla de combustible està dissenyada per drenar sense bombejar des del nucli fins a un recipient de contenció en escenaris d'emergència, on el combustible es solidifica, apagant la reacció. A més, no es produeix l'evolució d'hidrogen. Això elimina el risc d'explosions d'hidrogen (com en el desastre nuclear de Fukushima).  Funcionen a la pressió atmosfèrica o prop de la mateixa, en lloc de les 75-150 vegades la pressió atmosfèrica d'un reactor d'aigua lleugera (LWR) típic. Això redueix la necessitat i el cost dels recipients a pressió del reactor. Els productes de fissió gasoses (Xe i Kr) tenen poca solubilitat a la sal del combustible, i es poden capturar amb seguretat a mesura que surten bombolles del combustible,  en lloc d'augmentar la pressió dins del combustible. tubs, com passa als reactors convencionals. Els MSR es poden repostar mentre funcionen (essencialment reprocessament nuclear en línia) mentre els reactors convencionals es tanquen per repostar (les excepcions notables inclouen reactors d'aigua pesada de tub de pressió com el CANDU o els PHWR de classe Atucha, i reactors refrigerats per gas de construcció britànica com Magnox). Les temperatures de funcionament del MSR són d'uns 700 °C (1,292 °F), significativament més alt que els LWR tradicionals al voltant de 300 °C (572 °F). Això augmenta l'eficiència de generació d'electricitat i les oportunitats de calor de procés.
Els reptes de disseny rellevants inclouen la corrosivitat de les sals calentes i la composició química canviant de la sal a mesura que és transmutada pel flux de neutrons.

## Propietats
Els MSR, especialment aquells amb combustible a la sal fosa, ofereixen pressions de funcionament més baixes i temperatures més altes. En aquest sentit, un MSR és més semblant a un reactor refrigerat per metall líquid que a un reactor lleuger convencional refrigerat per aigua. Els dissenys de MSR solen generar reactors amb un cicle de combustible tancat, a diferència del combustible que s'utilitza actualment als generadors d'energia nuclear convencionals.
Els MSR exploten un coeficient de reactivitat de temperatura negatiu i un gran augment de temperatura admissible per evitar accidents de criticitat. Per als dissenys amb el combustible a la sal, la sal s'expandeix tèrmicament immediatament amb excursions de potència. En els reactors convencionals, la reactivitat negativa es retarda ja que la calor del combustible s'ha de transferir al moderador. Un mètode addicional és col·locar un recipient separat i refrigerat passivament sota el reactor. El combustible drena al contenidor durant el mal funcionament o el manteniment, la qual cosa atura la reacció.
Les temperatures d'alguns dissenys són prou altes per produir calor de procés, cosa que els va portar a ser inclosos al full de ruta GEN-IV.